# Wielka Pieczęć Stanów Zjednoczonych
Wielka Pieczęć Stanów Zjednoczonych (ang. Great Seal of the United States) jest używana do potwierdzania autentyczności dokumentów wydawanych przez władze Stanów Zjednoczonych. Nazwę tę stosuje się zarówno do określenia pieczęci (znajdującej się w posiadaniu sekretarza stanu USA) oraz, bardziej ogólnie, do znajdującego się na niej wizerunku. Po raz pierwszy pieczęć została użyta 16 września 1782 roku. Prace nad stworzeniem Wielkiej Pieczęci nadzorował Charles Thomson.

## Pojęcie godła
Ponieważ Stany Zjednoczone nie posiadają tradycyjnego godła, wizerunek znajdujący się na awersie wielkiej pieczęci jest często używany nieoficjalnie właśnie w tej roli (np. na paszportach). Poniższy opis odnosi się do kolorowej wersji pieczęci, która jest najbardziej znana.

## Awers

Awers

Na awersie znajduje się bielik amerykański z rozpostartymi skrzydłami. Lewym (heraldycznie) szponem trzyma 13 (jak trzynaście kolonii) strzał, prawym zaś gałązkę oliwną o 13 liściach i owocach, co symbolizować ma zdolność Stanów Zjednoczonych do prowadzenia wojen oraz do utrzymania pokoju i bezpieczeństwa. Głowa orła zwrócona jest w kierunku gałązki, co ma symbolizować nadrzędność pokoju. Dziobem chwyta motto "E Pluribus Unum" (łac. "Jedno uczynione z wielu") złożoną z 13 liter; nad głową znajduje się nimb z 13 gwiazdami umieszczonymi na niebieskim tle.
Tarcza, którą orzeł trzyma na piersi (składa się z 13 pasów) odróżnia się od flagi amerykańskiej tym, że nie ma gwiazd na niebieskim polu, zaś pasy zewnętrzne są koloru białego, nie czerwonego.

## Rewers

Rewers

Na rewersie pieczęci widnieje niedokończona piramida z 13 warstw kamieni, u podstawy której widnieje wypisany rok 1776 (zapisany cyframi rzymskimi). W miejscu, gdzie powinien znajdować się szczyt piramidy widnieje tzw. Oko Opatrzności. Dodatkowo na rewersie znajdują się dwie łacińskie sentencje – złożone z 13 liter "Annuit Coeptis" ("[Bóg] spojrzał życzliwie na nasze przedsięwzięcie"; z Eneidy Wergiliusza) oraz "Novus ordo seclorum" ("Nowy Porządek Wieków" – początkowo motto wolnomularstwa, zaczerpnięte z czwartej eklogi Wergiliusza). Rewers wielkiej pieczęci znajduje się np. na odwrocie banknotu jednodolarowego.

## Znaczenie
Od 1935 obie strony wielkiej pieczęci znajdują się na odwrocie banknotu jednodolarowego. Znaczenie awersu jest oczywiste: tarcza ma przywodzić na myśl flagę państwową, zaś orzeł jest powszechnie znanym symbolem narodowym.
Według niektórych heraldyków i weksylologów projekt flagi Stanów Zjednoczonych i projekt tarczy na piersi orła mógł być zainspirowany rodowym herbem Jerzego Waszyngtona.
Znaczenie rewersu jest bardziej tajemnicze. W wizerunku oka na szczycie piramidy wielu dopatruje się odwołań do ikonografii masońskiej, choć nie jest ono ani symbolem masońskim, ani nie zostało zaprojektowane przez masona.
Wpisanie wszystkowidzącego oka w trójkąt zaproponował Pierre Eugene DuSimitiere.